# Diego de Acevedo (serie de televisión)
Diego de Acevedo es una serie televisiva española, producida por TVE en 1966. Consta de 13 episodios de unos 25 minutos de duración, los cuales fueron emitidos de forma semanal por el primer canal de aquella entre octubre y diciembre de dicho año. 

## Argumento
La serie recrea las peripecias del personaje ficticio Diego de Acevedo (Paco Valladares), un oficial del ejército español natural de Lima y origen criollo, durante la última década del siglo XVIII y la primera del siglo XIX, a partir de su llegada a la Villa y Corte de Madrid y su consiguiente nombramiento como guardia de corps, destacándose con una especial relevancia su sobresaliente participación en la Guerra de la Independencia Española del lado de las fuerzas patriotas que respaldaban al rey Fernando VII. Dicho rey aparece de forma predominante a lo largo de la serie, junto con muchos otros personajes históricos de trascendencia dentro del periodo, tales como Carlos IV, Napoleón Bonaparte, Simón Bolívar, José de San Martín, Luis Daoiz, Pedro Velarde, Godoy, etc.
Los acontecimientos están contados en primera persona y de manera retrospectiva, a modo de memorias que un Acevedo ya anciano dicta a un veterano sirviente suyo, con el fin de que éste las transcriba en papel.

## Producción
Diego de Acevedo es la primera producción de ficción seriada en soporte cine (es decir, en película cinematográfica) llevada a cabo en la televisión española, en contraposición al soporte electrónico (es decir, en cinta de vídeo) utilizado exclusivamente hasta entonces, y que continuaría siendo el predominante en los espacios dramáticos de las décadas posteriores. Se rodó en blanco y negro y en 35 mm.
Su estándar de producción era mayor que el de las series en soporte vídeo debido a su novedosa intencionalidad comercial, de acuerdo con las metas planteadas desde el II Plan de Desarrollo. De ahí que, entre otras características excepcionales, cuente con un numeroso reparto, plagado de primeras figuras de la escena nacional del momento, y con un abundante y cuidado vestuario de época diseñado especialmente para el rodaje (no trajes reutilizados como ocurría en los dramáticos), amén del uso de abundantes exteriores, todo lo cual resulta en un producto televisivo de ficción de gran calidad técnica y artística, enormemente diferenciado de lo que se venía haciendo hasta la fecha.
El rodaje comenzó el 18 de marzo de 1966 en el pabellón de Badajoz del recinto de la Feria del Campo, en Madrid, convenientemente ambientado para representar la posada y venta denominada en la serie Mesón del Moreno. En línea con la mencionada mayor disponibilidad presupuestaria, se prolongó a lo largo de casi tres meses, un periodo de duración inédita hasta entonces, al que hay que añadir las diversas tareas de postproducción, como insertos, planos sin personajes, montaje, doblaje, sonorización, etc. Aparte del rodaje en estudio, el mismo se llevó a cabo tanto en interiores significativos de la época y sus alrededores, como los palacios reales de Oriente, La Granja y Aranjuez, así como en exteriores naturales de las provincias de Madrid, Cádiz y Sevilla.
Todo ello respondía a la voluntad inicial de TVE, reiterada ese mismo año por el entonces director general de Radiodifusión y Televisión, Jesús Aparicio-Bernal, de mantener como futura línea de trabajo para el ente la realización de series y telefilmes de producción propia, con el ánimo no sólo de su exhibición en España, sino también para su venta a otras televisiones foráneas, especialmente hispanoamericanas; de ahí la inclusión de criollos de renombre, como Bolívar o San Martín, junto con el propio Acevedo, protagonista ficticio de la trama, como nexos de unión entre las culturas de los dos lados del Atlántico, a la vez que atractivo adicional para aquellas audiencias.

El conjunto quedaba así englobado en un horizonte comercial muy ambicioso denominado Historias de la gente ibérica, que abarcaría el rodaje de posteriores series y telefilmes sobre diversos personajes de gran significación histórica, como Cervantes, el emperador Carlos, Alfonso X el Sabio, Velázquez, sor Juana Inés de la Cruz, el Gran Capitán y varios otros, a modo de "recuerdo de las vidas apasionadas y apasionantes de nombres que han llenado la historia del mundo"; sin embargo, tras su emisión, tan vasto proyecto fue abandonado como tal.
"Con Historias de la gente ibérica, TVE inicia la producción continuada de una serie de telefilms con destino, no sólo a sus propias pantallas, sino a las de las televisiones de los países iberoamericanos. Los trece capítulos del serial Diego de Acevedo inician esta sucesión de telefilms que irán narrando, con veracidad histórica, la vida de gentes ibéricas de cualquier tiempo o geografía... La historia de Diego de Acevedo, en resumen, ha de ser la primera de las que, bajo el título general Historias de la gente ibérica, producirá Televisión Española para exhibir en sus propias pantallas y en las de los países hermanos y acaso también en las de otros pueblos de distinta raíz histórica, lingüística y cultural."
La serie, que presenta continuidad narrativa entre sus diferentes episodios, cuenta con guiones originales (no adaptados) de los catedráticos Manuel Ballesteros y, en mayor medida, Luis de Sosa, este último frecuente colaborador en programas culturales de TVE como Tengo un libro en las manos y Universidad TV, los cuales participaban también en calidad de asesores históricos.
La dirección corrió a Ricardo Blasco, quien por entonces contaba con experiencia tanto en el campo cinematográfico, con varios largometrajes a sus espaldas (entre los que destaca el spaghetti western Gringo por suponer la primera incursión del compositor Ennio Morricone en el género), así como en el televisivo, medio para el cual ya había realizado otras series como Tú tranquilo, Escuela de maridos, Tal para cual y Las enfermeras.
La banda sonora fue compuesta por Miguel Asins Arbó (autor de la música de las películas El cochecito, Plácido y El verdugo, entre muchas otras), y que en 1967 realizó un arreglo de la misma en forma de suite sinfónica con ocho partes: Introducción y Marcha, Nocturno, Seguidilla, Intermedio, Bolero, Tonadilla, Oración y Bailén.

## Relación de episodios
(Todos los episodios fueron emitidos en 1966)
| N.º de episodio | Título                              | Fecha de emisión |
| --- | ----------------------------------- | ---------------- |
| 1 | Guardia de corps (1789-1790)        | 4 de octubre     |
| Diego de Acevedo llega a la Corte procedente de Perú. Sus credenciales para la duquesa de Alba se enmarcan en la rivalidad entre ésta y la reina María Luisa, aparece Goya y Diego obtiene el nombramiento de guardia de corps. |                                     |                  |
| 2 | El cadete San Martín (1791)         | 11 de octubre    |
| Diego de Acevedo y Manuel Mallo, compañero en el servicio, son comisionados por Carlos IV para prevenir al general Courten, en Orán, de que debe tener previsto el traslado a España de todas las fuerzas a su mando. Aparece José de San Martín como cadete en el Regimiento de Murcia, y su posterior ascenso a teniente por méritos de guerra durante la campaña del Rosellón. |                                     |                  |
| 3 | Bolívar en Madrid (1800-1802)       | 18 de octubre    |
| Aparece Simón Bolívar como estudiante y paje del príncipe de Asturias (futuro Fernando VII). Su carácter queda dibujado a través de sus relaciones con María Teresa y su independencia en las escenas de la Corte. Amistad con Diego, que le ayuda cuando es desterrado a Bilbao, y su regreso para casarse. |                                     |                  |
| 4 | La camarilla (1804-1806)            | 25 de octubre    |
| Diego conoce a María Josefa, dama de la princesa doña María Antonia, que le introduce en la intimidad de los oponentes de Godoy. Surgen intrigas para conseguir anular la ambición de éste, dispuesto a todo por lograr sus fines políticos. Bolívar regresa a Madrid una vez muerta su esposa María Teresa, y se despide de Diego. La muerte de la infanta doña María Antonia produce el alejamiento de María Josefa y desaliento entre los seguidores de Fernando VII.                    |                                     |                  |
| 5 | El príncipe y el emperador (1807)   | 1 de noviembre   |
| Las tropas francesas, con el pretexto de pasar a Portugal y el beneplácito de Godoy, se adueñan del país. María Josefa regresa y transmite a Fernando VII las confidencias que, en su día, le hizo la princesa doña María Antonia. Los planes de Godoy sobre la división de Portugal y las facilidades que encontrarán los franceses no son bien acogidas por Talleyrand, a la vista del aumento de choques con los españoles, si bien su opinión se enfrenta con el optimismo de Napoleón. |                                     |                  |
| 6 | La invasión (1807)                  | 8 de noviembre   |
| Continúa la ocupación de toda la Península por las tropas francesas, so pretexto del paso a Portugal. Temores en Godoy, que expone a los reyes la posibilidad de tener que embarcar para América. Don Fernando es obligado a salir para El Escorial siguiendo a la Corte. El malestar popular encuentra eco entre los oficiales de Artillería del cuartel o parque de Monteleón. |                                     |                  |
| 7 | El proceso de El Escorial (1807)    | 15 de noviembre  |
| Diego de Acevedo se marcha con permiso a Sevilla para reunirse con María Josefa. Durante su ausencia, en El Escorial se cumple parte del plan de Godoy, y don Fernando es acusado de conspiración. Diego de Acevedo regresa y, junto con los oficiales de Artillería del cuartel de Monteleón, decide intentar el rescate de don Fernando. La oficialidad de los guardias de corps se une a ellos, junto con los cabecillas populares.                                                      |                                     |                  |
| 8 | El Motín de Aranjuez (1808)         | 22 de noviembre  |
| El ejército francés, ante la pasividad de Godoy, es dueño de las plazas fuertes. El pueblo se une a los partidarios de don Fernando y se produce el Motín de Aranjuez, que provoca la destitución de Godoy y la abdicación de Carlos IV. Murat comunica a Fernando VII que debe salir a recibir a Napoleón en Burgos o Vitoria. |                                     |                  |
| 9 | La conjura de los artilleros (1808) | 29 de noviembre  |
| Inquietud en toda España ante la segura prisión y destierro de Fernando VII. Formación de la Junta Suprema de Gobierno, presidida por el infante don Antonio, y visita del rey al cuartel de Monteleón. Los oficiales conjurados y los cabecillas populares inician la sublevación popular. Continúan las escaramuzas entre el pueblo y las tropas invasoras a un ritmo creciente. |                                     |                  |
| 10 | El Dos de mayo de 1808 (1808)       | 6 de diciembre   |
| Consumada la detención del rey, y retenido en Francia, el infante don Antonio es obligado a dejar la Junta. Las tropas francesas atacan el parque de Monteleón. Lucha en las calles y en el parque. Los supervivientes de las diversas acciones se reparten por el país, uniéndose a los que ya luchan en toda España. |                                     |                  |
| 11 | Los guerrilleros (1808)             | 13 diciembre     |
| La población se alza contra el invasor, y Móstoles declara la guerra a Napoleón, enviando emisarios a los pueblos españoles. La lucha se generaliza, y se combate sobre toda la geografía española. Diego, con sus guerrilleros, encuentra a San Martín, ya capitán. Batalla de Bailén. Diego es herido, y marcha con permiso a reunirse con María Josefa. |                                     |                  |
| 12 | El rey cautivo (1809-1810)          | 20 de diciembre  |
| Curado de sus heridas, a Diego le es confiada la misión de marchar a Francia y transmitir a Fernando VII la petición de la Junta de que regrese a España. Los planes de Napoleón no se desarrollan conforme a sus deseos, y culpa de ello a Talleyrand, quien acusa al duque de San Carlos de ser el principal obstáculo. Fernando VII rechaza el mensaje de la Junta, confiando en Napoleón.                                                                                               |                                     |                  |
| 13 | Y la paz (1810)                     | 27 de diciembre  |
| Continúa la Guerra de la Independencia. San Martín es dado de alta y se esfuerza por incorporarse a sus tropas. Diego es hecho prisionero y logra evadirse. Nuevo encuentro con San Martín y batalla de Tudela. Cambios políticos con la convocatoria de Cortes y nombramiento de una regencia. San Martín regresa a América. Despedida de San Martín y Diego. |                                     |                  |

## Reparto
El muy numeroso elenco de la serie se compone de 44 intérpretes en papeles protagonistas y principales, y otros 28 para intervenciones secundarias o simples cameos, en su mayoría "primerísimas figuras" de la escena, la televisión y el cine españoles del momento.
- Francisco Valladares como Diego de Acevedo
- Asunción Balaguer como María Luisa de Parma
- Emilio Gutiérrez Caba como Fernando VII
- Paloma Valdés como María Josefa de Vega
- Carlos Larrañaga como Simón Bolívar
- Carlos Lemos como Infante Don Antonio
- Manuel Alexandre como Pedro
- Agustín González como Juan Cónsul
- Sancho Gracia como Manuel Mayo
- Francisco Piquer como Pedro Velarde
- Gemma Cuervo como Duquesa de Alba
- Fernando Guillén como Luis Daoiz
- Gabriel Llopart como duque de San Carlos
- Arturo López como Jacinto Ruiz
- Guillermo Marín como Napoleón Bonaparte
- Andrés Mejuto como Coronel
- Luis Prendes como Carlos IV
- José María Escuer como Francisco de Goya
- Ricardo Garrido como Manuel Godoy
- Irán Eory como María Teresa Rodríguez del Toro
- Luis García Ortega como General Courten
- Luis Peña como Duque del Infantado
- Manuel Gil como Felipe Carpeña